# メッジェシ・ペーテル
メッジェシ・ペーテル（Medgyessy Péter、1942年10月19日 - ）は、ハンガリーの政治家。元首相、元財務相。

## 経歴
ブダペストのカール・マルクス大学で経済博士号を取得。1966年から1982年まで、旧社会主義政権下の財務省で様々な役職を歴任し、1982年には財務副相となった。1987年には財務相に就任し、市場経済移行までの税制を確立した。1988年から1990年まで経済担当の副首相となり、1990年から1996年まではハンガリーの様々な銀行のCEOおよび総裁を務めた。1996年から1998年再び財務相を務めた後、ハンガリー社会党の首相候補として2002年4月の総選挙に出馬し当選。党も勝利し、同年5月27日に議会はメッジェシを首相に選出した。ちなみにメッジェシ自身はハンガリー社会党の党員ではない。
2004年8月19日、連立内閣を構成する自由民主同盟との経済政策などをめぐる対立から、首相職を辞任した。母語の他にフランス語とルーマニア語に堪能で、英語とロシア語も良く解する。経済・財政問題に関しては専門家レベルと言われるほどの経済通。